# Westerberg (Baumberge)
De Westerberg is een 188 meter hoge heuvel in het Duitse heuvelgebied Baumberge, circa 38 km ten oosten van de Nederlandse grens bij Winterswijk.
Bovenop de Westerberg staat, op gebied van de gemeente Nottuln, de Longinusturm, een telecommunicatie- en uitzichttoren, waarvan de bouw in 1900 werd voltooid. Deze toren kan bezichtigd worden, en er is een horecagelegenheid.

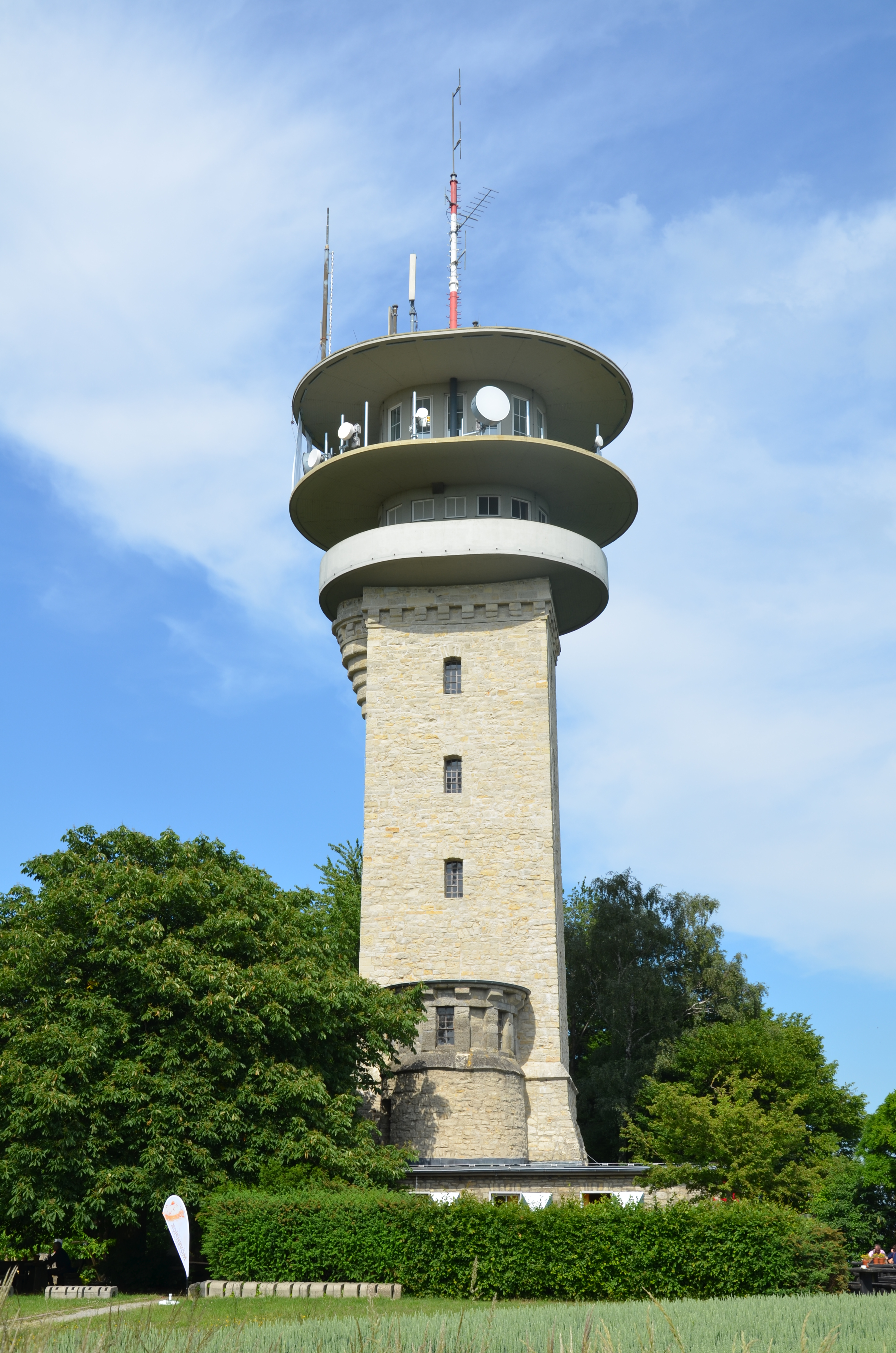
Longinusturm
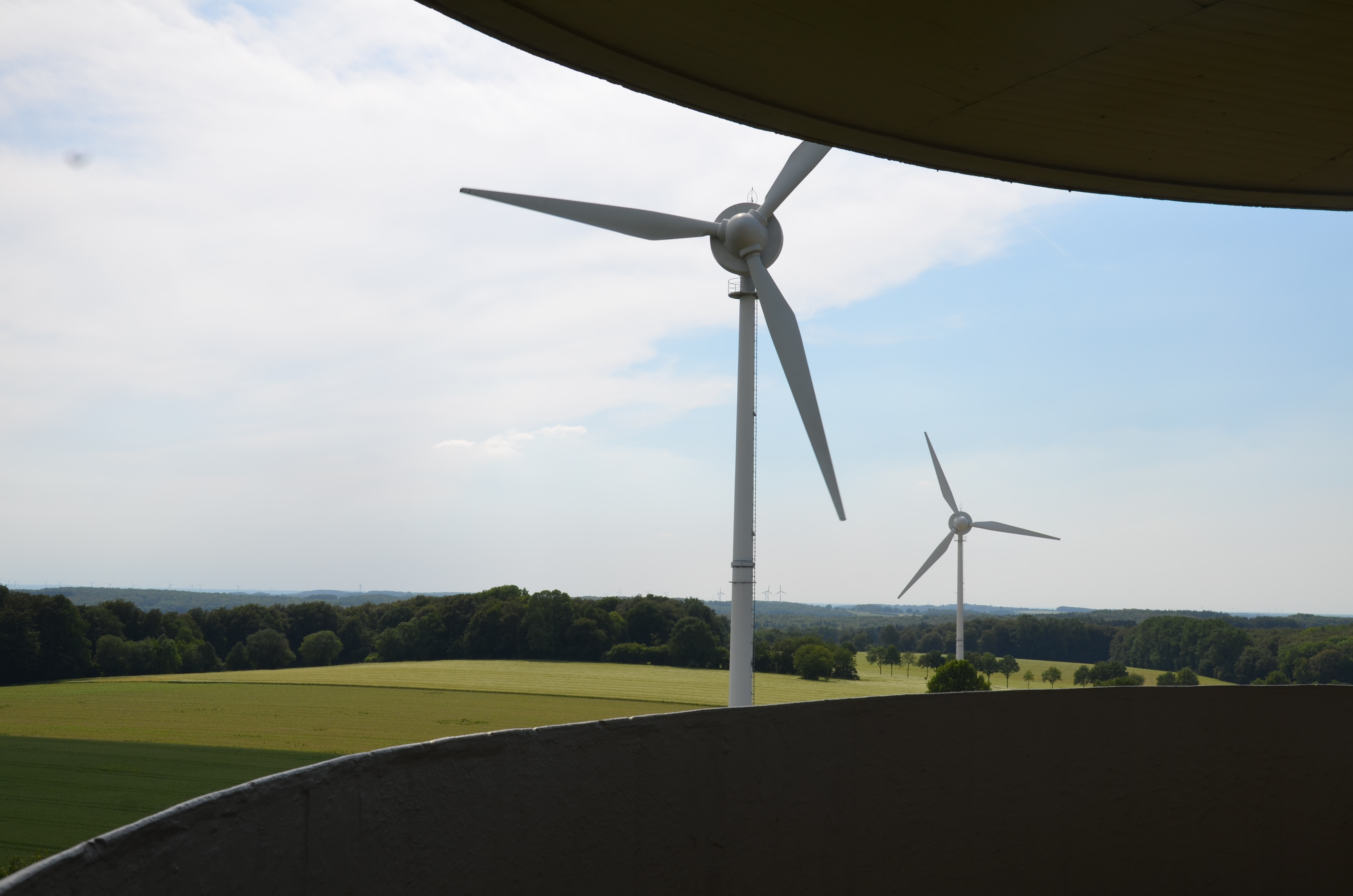
Uitzicht vanuit deze toren
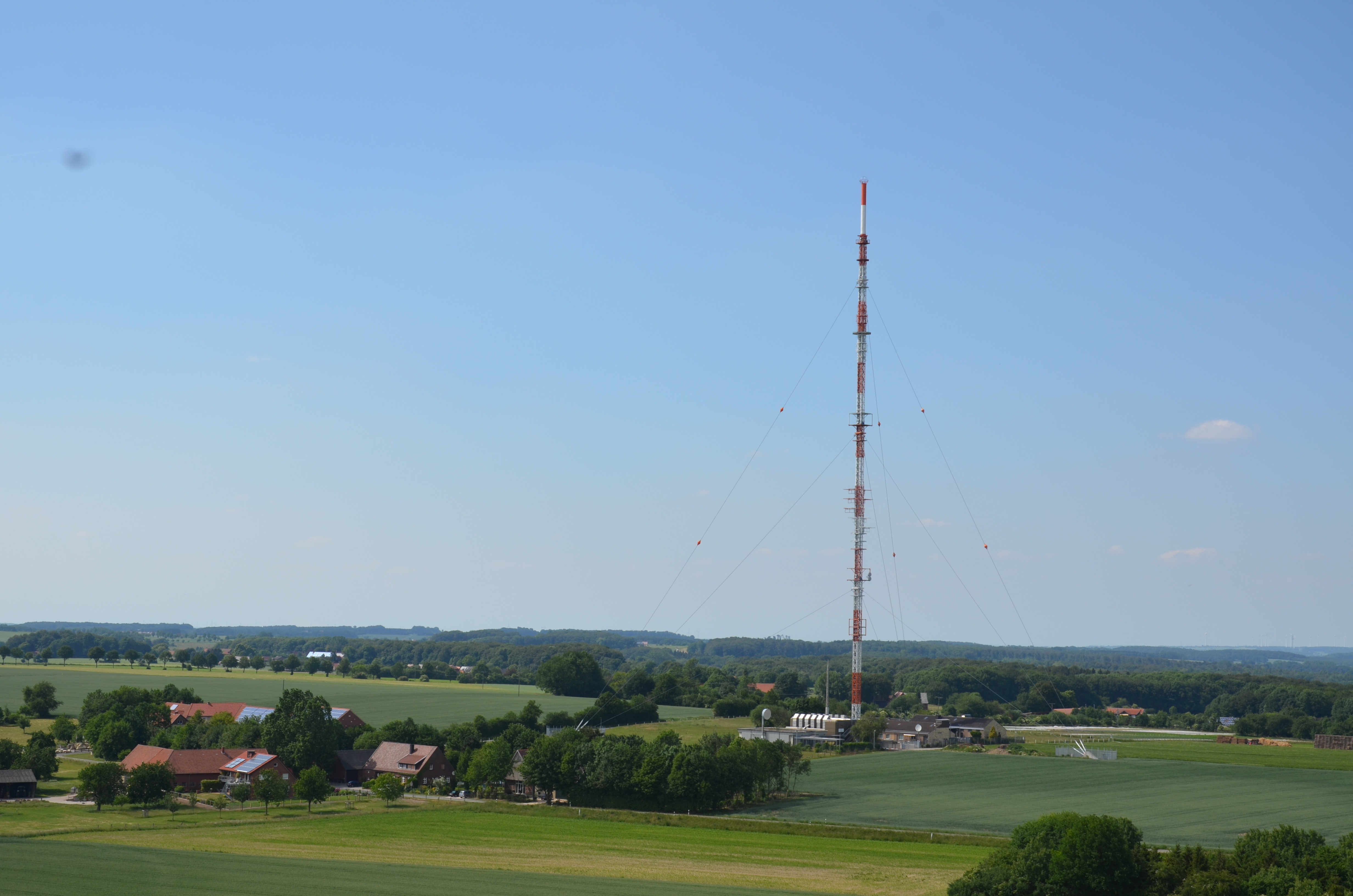
Zendmast nabij de Westerberg

De Longinustoren werd op 18 januari 1979 doelwit van een terroristische aanslag door rechtse extremisten. Dezen wilden, door de televisiezendinstallatie, die toen nog op de toren stond, te vernielen, verhinderen, dat de Duitse tv-kijkers een film over de Holocaust zouden kunnen zien. Inderdaad misten 150.000 kijkers het programma, doordat het signaal uitviel. De daders werden korte tijd later gearresteerd. Bij de aanslag vielen geen doden of gewonden, wel was de materiële schade groot. In 1991 werd de Longinusturm onder monumentenzorg geplaatst. In 2014 werd hij nogmaals gerestaureerd.
Dicht bij de Longinusturm staat een 181 meter hoge, in 2005 gebouwde, zendmast voor o.a. radio en televisie. Op de oude toren zelf zijn nog zend- en ontvangstinstallaties aanwezig voor telefoonverkeer en speciale telecommunicatie van de politie. 
Op de Westerberg staan ook twee hoge windturbines, voor de opwekking van elektriciteit.
De heuvel ligt op de grens van de gemeenten Billerbeck, ten westen van de Westerberg,  Nottuln ten zuiden ervan  en Havixbeck ten noordoosten ervan.
Het grootste deel van de Westerberg is boomloos, alleen aan de noordflank, in de richting van Havixbeck, groeit een klein bos, waar een veel gebruikt wandelpad door loopt.